# アレクサンドル・ジノビエフ
アレクサンドル・ジノビエフ（ロシア語: Александр Александрович Зиновьев、英語: Aleksandr Aleksandrovich Zinovyev、1922年10月29日 - 2006年5月10日）は、ロシアの論理学者・社会学者・作家および風刺作家。モスクワ大学教授、論理学の部長を務めた。

## 経歴
1922年、現在の コストロマ州チュフロマに生まれた。

## 小説家として
- 小説「The Yawning Heights」は、ソ連に批判的である。
- 風刺画 Homo Sovieticus の作者であった。

## 日本語訳のある著作
- アレクサンドル・ジノヴィエフ『余計者の告白　上・下』（西谷修・中沢信一訳、河出書房新社、1992年）
- アレクサンドル・ジノヴィエフ『カタストロイカ――現代の寓話』（青山太郎訳、晶文社、1992年）